# داميون وليامز
داميون وليامز (بالإنجليزية: Damion Williams)‏ (26 فبراير 1981 بجامايكا - ) هو لاعب كرة قدم جامايكي في مركز الوسط. شارك مع منتخب جامايكا لكرة القدم. أما مع النوادي، فقد لعب مع نادي بورتمور يونايتد ونادي ووتر هاوس وNybergsund IL-Trysil ‏ وConstant Spring F.C. ‏.

## وصلات خارجية
- داميون وليامز على موقع الاتحاد الدولي (مؤرشف)  (الإنجليزية)
- داميون وليامز على موقع قاعدة بيانات كرة القدم.إي يو (الإنجليزية)
- داميون وليامز على موقع ناشيونال فوتبول تيمز (الإنجليزية)